# Мшанецьке лісництво
Мшанецьке лісництво — територіально-виробнича одиниця ДП «Тернопільське лісове господарство» Тернопільського обласного управління лісового та мисливського господарства, підприємство з вирощування лісу, декоративного садивного матеріалу.

## Завдання і структура
Мшанецьке лісництво створено з метою ведення лісового господарства, охорони, захисту, раціонального використання та відтворення лісів, охорони, відтворення та раціонального використання державного мисливського фонду на території мисливських угідь, наданих у користування підприємству.
Площа лісництва становить 4397,0 га, воно розміщене на північному заході Зборівського району.
Територія лісництва складається з двох дільниць і 13 обходів, є більше 20 га лісових розсадників та плантацій. Один з розсадників є біля контори лісництва, инший — один з найбільших лісових розсадників на Тернопільщині — 8 га, в якому зосереджено шкільні та маточні відділення, чорний пар, тригектарна клонова плантація модрини японської, закладеної 2003 року, а також лісові посіви клена-явора, дуба червоного, яблуні лісової, липи, клена гостролистого, ялини європейської, сосни звичайної, дуба звичайного, а також декоративних порід — форзиції, глоду і дейції 2008—2011 років посіву декоративного посадматеріялу.
Є такі лісові урочища: «Бліх», «Вертелка», «Мильно», «Янківці» та инші.
Контора розташована в селі Мшанець на вул. Хутір Манюки 161-Б.

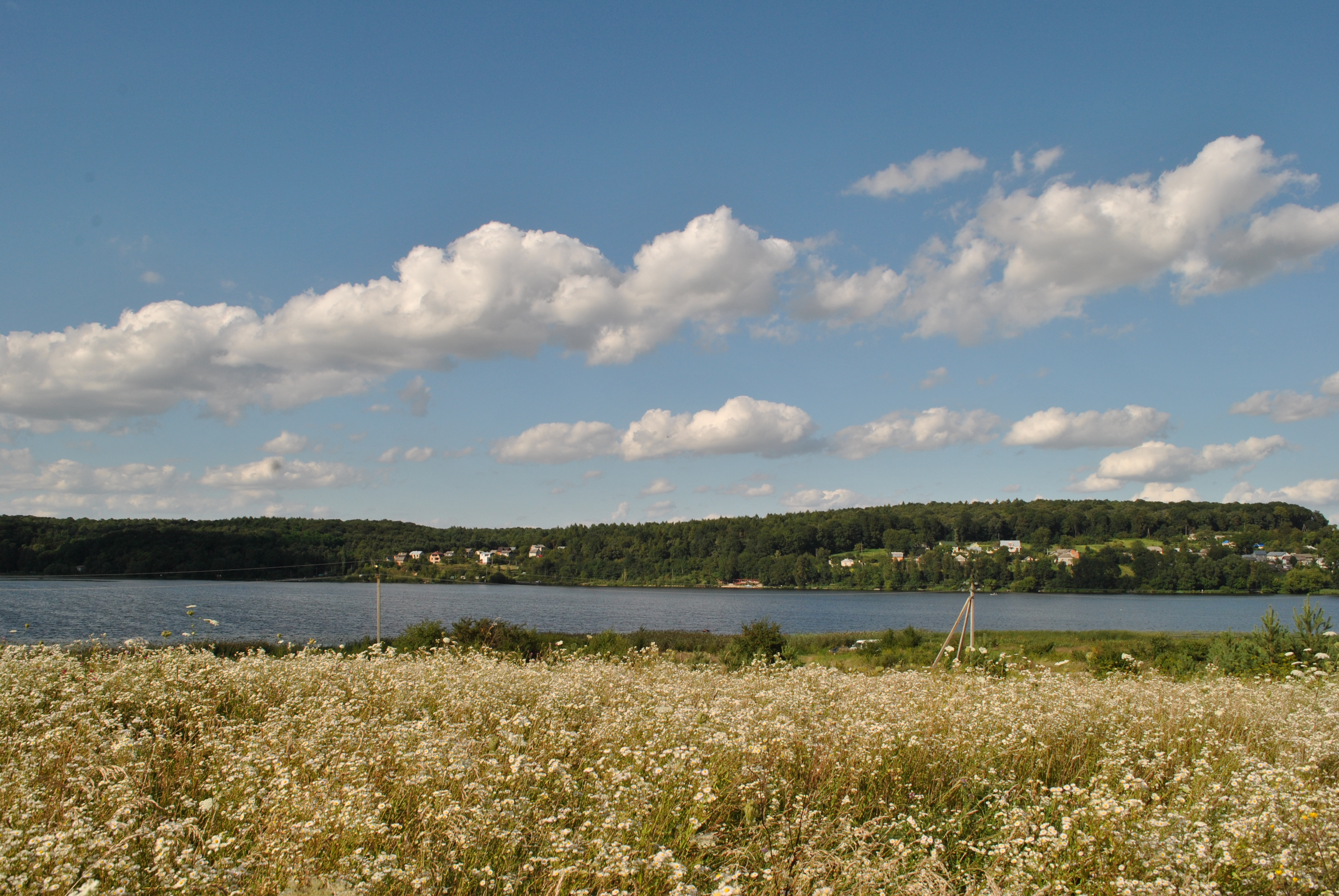
Ліс біля с. Івачева Горішнього
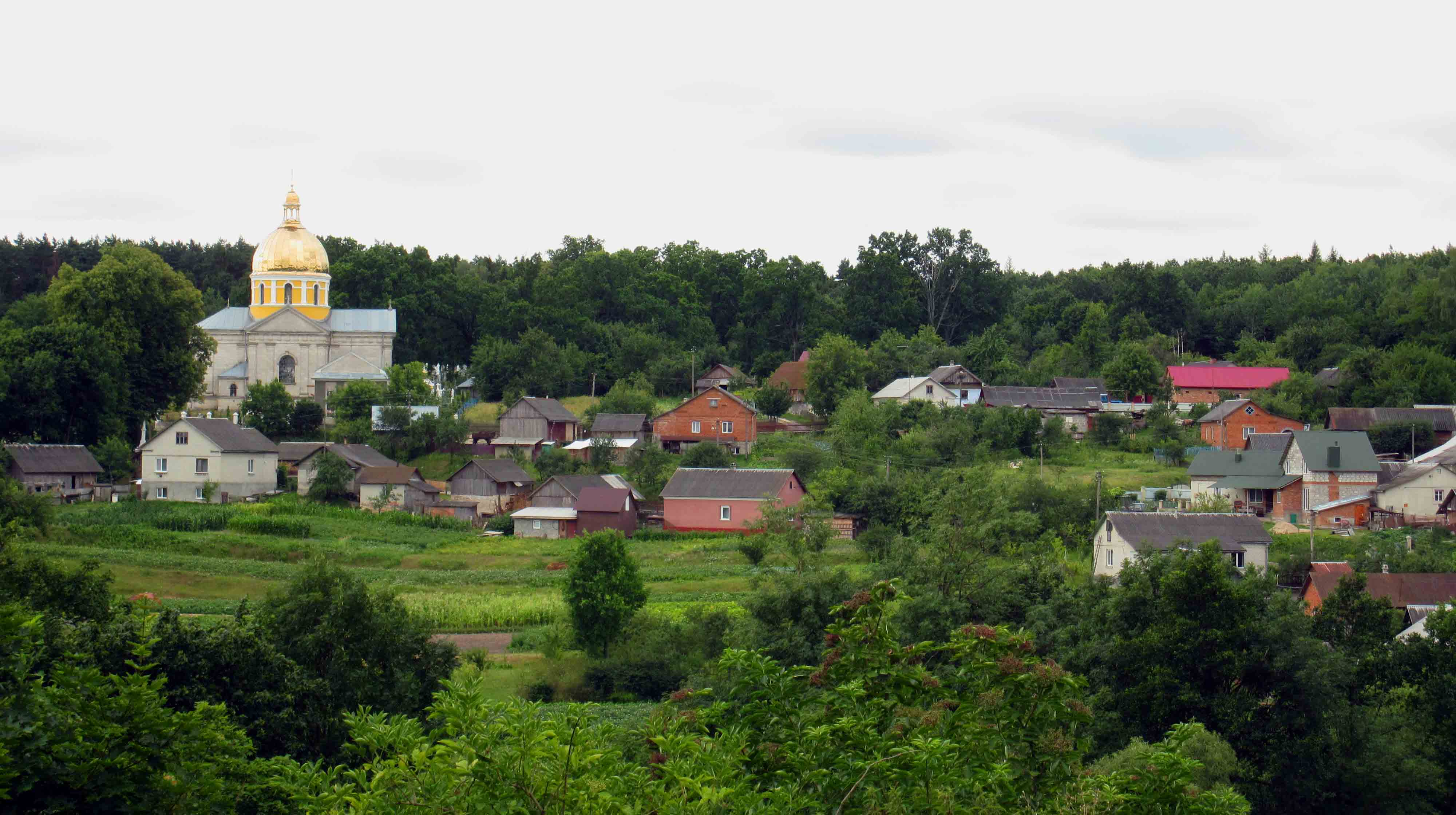
Узлісся в с. Мильному

## Колектив
У Мшанецькому лісництві працювали(-ють): лісничі:
- Андрій Бородюх — (2011)[3]
- Богдан Косінський — до 2018[4];
- Ігор Гуменюк — від 2018[5]

помічники лісничого:
- Назар Остяк — (2016—2019)[6];

майстри лісу:
- Андрій Богайчук — (2016—2019)[7];
- Петро Волянюк — (до 2019)[8];
- Володимир Недогін — (до 2019)[9];
- Ігор Рудь — (2016—2019)[10];
- Василь Шевчук — (до 2019)[11];

майстер лісового розсадника:
- Володимир Рудь — (2016—2019)[12];

## Об'єкти природно-заповідного фонду
На території лісництва є такі об'єкти природно-заповідного фонду:
- заказники
  - Мильно-Бліхівський загальнозоологічний заказник — квартали 18—30, лісові урочища «Бліх» та «Мильно»;
- геологічні пам'ятки природи
  - Останці Подільських Товтр — виділ 5 кварталу 49, лісове урочище «Мильно»;
- ботанічні пам'ятки природи
  - Дуб «Мильнівський» — виділ 9 кварталу 50, лісове урочище «Мильно»;
  - Іванківські горіхи чорні — виділ 3 кварталу 91, лісове урочище «Янківці».

## Події
2012 року лісництво відвідав Голова Держлісагентства Віктор Сівець, який відкрив лісову дорогу, що з'єднує село Ренів з трасою Львів—Броди, загальна протяжність якої — 3,605 км; ремонт цієї дороги проводився у 2011—2013 роках.
На День довкілля у 2014 році моряки найновішого на той час в Україні військового корвета «Тернопіль» долучилися до висадки більше трьох тисяч дубів.